# توسین کول
توسین کول (انگلیسی: Tosin Cole; ‎/ˈtoʊsɪn/‎, زادهٔ ۲۳ ژوئیه ۱۹۹۲) بازیگر بریتانیایی است. او به خاطر ایفای نقش در فیلم‌ها و مجموعه‌های بریتانیایی شناخته می‌شود. او حرفه بازیگری خود را در سال ۲۰۰۹ و در د کات آغاز کرد و سپس در هالیوکس و دکتر هو ایفای نقش کرد.

## اوایل زندگی
کول زادهٔ فلوریدا، ایالات متحده آمریکا از پدر و مادر نیجریه‌ای‌تبار است و در نیویورک سیتی، نیویورک بزرگ شد. کول در سن ۸ سالگی به لندن، انگلستان نقل مکان کرد.
اگرچه کول دارای تابعیت دوگانهٔ بریتانیایی و آمریکایی است، اما خود را بریتانیایی می‌داند.